# Enrico Coleman
Enrico Coleman (Roma, 25 giugno 1846 – Roma, 14 febbraio 1911) è stato un pittore italiano, considerato il caposcuola del naturalismo della pittura romana della seconda metà dell’Ottocento.

## Biografia
Enrico Coleman era il quarto figlio maschio di Charles Coleman e di Fortunata Segatori, modella, nativa di Subiaco.
Poco si conosce dell'apprendistato di Enrico Coleman, sicuramente avvenuto presso il padre Charles Coleman .
I primi acquarelli conosciuti di Enrico Coleman sono quelli dell'album ritrovato, datati dal 1871 al 1875. Probabilmente prima di questa data si era limitato a dipingere opere che venivano ultimate e firmate dal padre, più conosciuto e apprezzato dai collezionisti dell'epoca.
Negli acquarelli dipinti tra il 1871 e il 1873 come nel grande dipinto ad olio del 1872, Trasporto di travertino allo studio dello scultore John Warrington Wood a Trinità dei Monti, custodito nella Walker Art Gallery di Liverpool, egli si dimostra ancora fortemente legato all'arte paterna.
Nel 1874, anno della morte di Charles Coleman, Enrico sembra affrancarsi dalla figura paterna e maturare un suo stile personale; persino la sua firma si trasforma: la lettera H usata tradizionalmente prima del cognome si intreccia adesso con la E. 

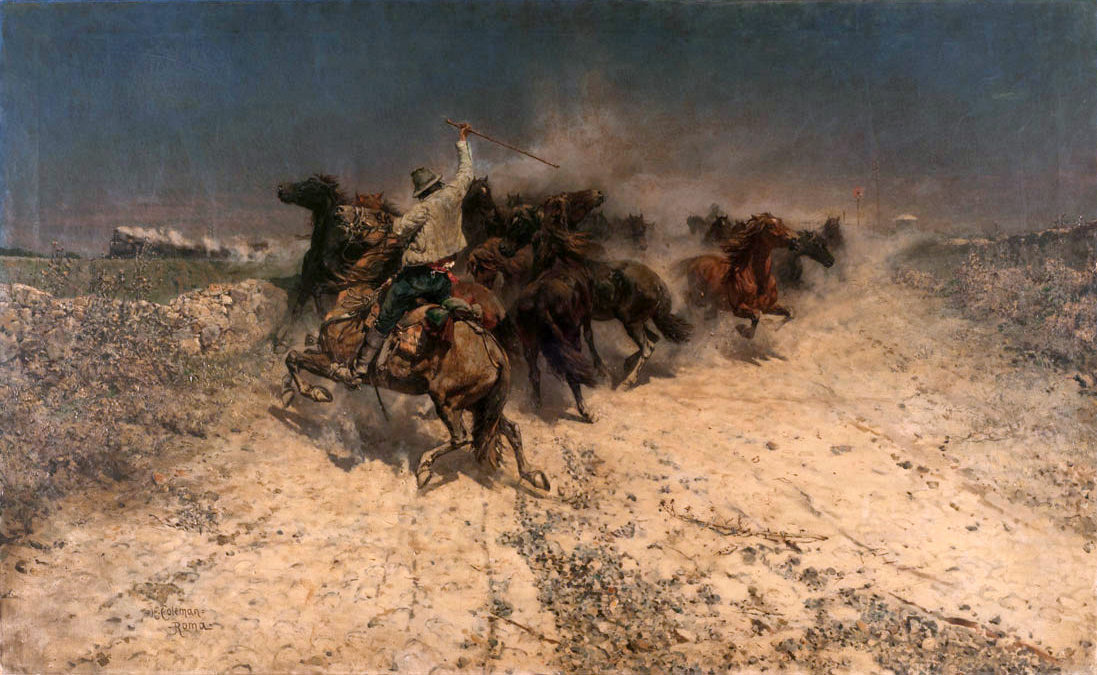
Timor panico (Arreando caballos)

A riprova di una maturità artistica riconosciuta, nel 1875 viene cooptato nel ristretto numero dei pochi soci effettivi da quegli artisti che hanno appena dato vita (col motto: Decem in uno) alla Associazione degli Acquarellisti romani. Il 1876 segna, infatti, una completa presa di consapevolezza artistica da parte di Enrico: superato il rapido e fecondo apprendistato ed ormai emancipatosi dal magistero e fors'anche dalla fortemente dominante figura paterna, egli esce ufficialmente allo scoperto, presentando nello stesso anno tre opere alla esposizione degli Amatori e Cultori di Belle Arti, due a quella dell'Associazione Artistica Internazionale ed una alla prima mostra della neonata Società degli Acquarellisti. Da questa data egli continuerà poi sempre, con la sola eccezione  del 1902,  ad esporre ogni anno ininterrottamente, in Italia e all'estero, fino alla morte. 
Dal 1886 espone alle mostre organizzate dall'Associazione In arte libertas, ispirata agli ideali di Nino Costa.
Cinque dipinti di Coleman figurano all'Esposizione Italiana di Londra del 1888, dove una sala è riservata agli artisti "costiani". Nel 1891 dipinge a fresco ventinove lunette che raffigurano i paesaggi cari al pittore, nell'atrio del villino che il senatore Francesco Durante si è fatto costruire nei pressi del Policlinico.  Nel 1892 è presente all'Esposizione di Palermo con  cinque vedute del Gran Sasso d'Italia, dipinte all'acquarello durante le escursioni organizzate dalla sezione romana del Club Alpino di cui è uno dei primi soci. Si ricorda anche la sua passione per la caccia, e il suo interesse per la flora, e in particolare per le orchidee: Orchideomania birmana è una raccolta di ottantatré tempere che riproduce altrettanti esemplari presenti nel Lazio. Nel 1904 è tra i fondatori del gruppo I XXV della Campagna romana del quale è nominato Capoccetta a vita.
Muore a Roma nel 1911 e viene sepolto  nel Cimitero acattolico di Roma al  Testaccio già  “Cimitero degli Inglesi”.